# Peter Johnson
Pour les articles homonymes, voir Peter Johnson (poète), Johnson et Pete Johnson.
Peter George Johnson, né le 13 septembre 1936 à Sydney (Australie) et mort le 12 juillet 2016, est un ancien joueur de rugby à XV qui a joué avec l'équipe d'Australie. Il évoluait au poste de talonneur. 

## Carrière
Il a eu une longue carrière internationale, allant de 1959 à 1971.
Il a joué son premier test match le 6 juin 1959 à l'occasion d'un match contre les Lions britanniques. Il a disputé son dernier test match contre l'équipe de France, le 27 novembre 1971.
Johnson fut cinq fois capitaine de l'équipe d'Australie.
Il a aussi joué un match avec le XV du Président en avril 1971 contre l'équipe d'Angleterre.

## Palmarès
- Nombre de test matchs avec l'Australie : 42
- Test matchs par année : 2 en 1959, 6 en 1961, 5 en 1962, 5 en 1963, 3 en 1964, 2 en 1965, 4 en 1966, 5 en 1967, 5 en 1968, 1 en 1970, 4 en 1971